# Yohan Cabaye
Yohan Cabaye, né le 14 janvier 1986 à Tourcoing (Nord), est un ancien footballeur international français qui évoluait au poste de milieu de terrain.

## Biographie

### Débuts et formation
Yohan Cabaye côtoie le football très jeune étant le fils de Didier Cabaye, un ancien stagiaire au RC Lens qui a vu sa carrière stoppée par une blessure et qui est devenu entraîneur du Tourcoing FC par la suite. C'est tout naturellement que lui et son frère rejoignent le club entraîné par leur père étant enfants.
Doté d'une vision de jeu supérieure à la moyenne, il est repéré par le LOSC Lille et intègre l'équipe des moins de 13 ans. Il effectue toute sa formation au sein du club lillois.

### Carrière en club

#### LOSC Lille

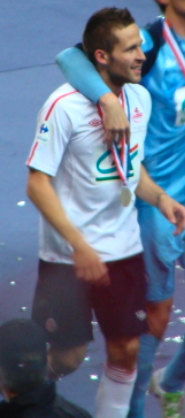
Cabaye après la victoire du LOSC en Coupe de France.

Yohan Cabaye commence sa carrière professionnelle à Lille lors de la saison 2004-2005 en étant titularisé face au FC Istres. Alors qu'il ne s'est entraîné que deux fois avec le groupe professionnel, il ne le quitte plus par la suite. Lors de cette saison, son club formateur termine second derrière l'Olympique lyonnais et se qualifie pour la Ligue des champions.
Cabaye inscrit son premier doublé en Ligue 1, le 15 mars 2008 lors d'une rencontre face au SM Caen (victoire 5-0).
En 2009, Yohan Cabaye s'affirme comme un joueur clé du LOSC en formant le triangle "magique" du milieu lillois avec Rio Mavuba et Florent Balmont. D'un point de vue personnel, sa saison 2009-2010 sera la meilleure avec d'excellentes statistiques (13 buts en championnat, dont quelques frappes lointaines dont il a le secret). En outre, il participe au joli parcours européen, inscrivant même deux buts contre le FK Sevojno et le Slavia Prague (Lille sera éliminé en 1/8 par Liverpool).
En 2011, le LOSC réalise le doublé Coupe-championnat. Cabaye achève alors sa dernière saison dans le Nord avant de partir outre-Manche. Il est l'un des joueurs majeurs de l'entre-jeu lillois, réalisant sept passes décisives en championnat.

#### Newcastle United
Le 10 juin 2011, Cabaye signe un contrat de cinq ans en faveur du club anglais de Newcastle United, le montant du transfert étant de cinq millions d'euros.
Il marque son premier but sous les couleurs des Magpies le 22 octobre 2011 lors de la 9e journée de Premier League face à Wigan, donnant la victoire à son équipe (1-0). Le 4 janvier 2012, Cabaye marque son second but en championnat sur un coup franc direct contre Manchester United (3-0 score final).
Le 21 avril 2012, Cabaye inscrit un doublé et délivre une passe décisive à Papiss Cissé durant le match comptant pour la 35e journée de Premier League face à Stoke City (3-0).
Le 24 février 2013, Cabaye inscrit un but sur pénalty qui permet à Newcastle de l'emporter (4-2) contre Southampton FC.
Le 19 août 2013, Arsenal fait une offre de 10 millions de £ pour Yohan Cabaye qui est rejetée. Cabaye inscrit son nom dans l'histoire de Newcastle United en marquant le but de la victoire contre Manchester United (1-0) à Old Trafford le 7 décembre 2013, leur première victoire dans ce stade depuis 41 ans.
Le 18 janvier 2014, Cabaye inscrit un doublé face à West Ham en championnat. Il contribue ainsi à la victoire de son équipe (1-3).

#### Paris Saint-Germain

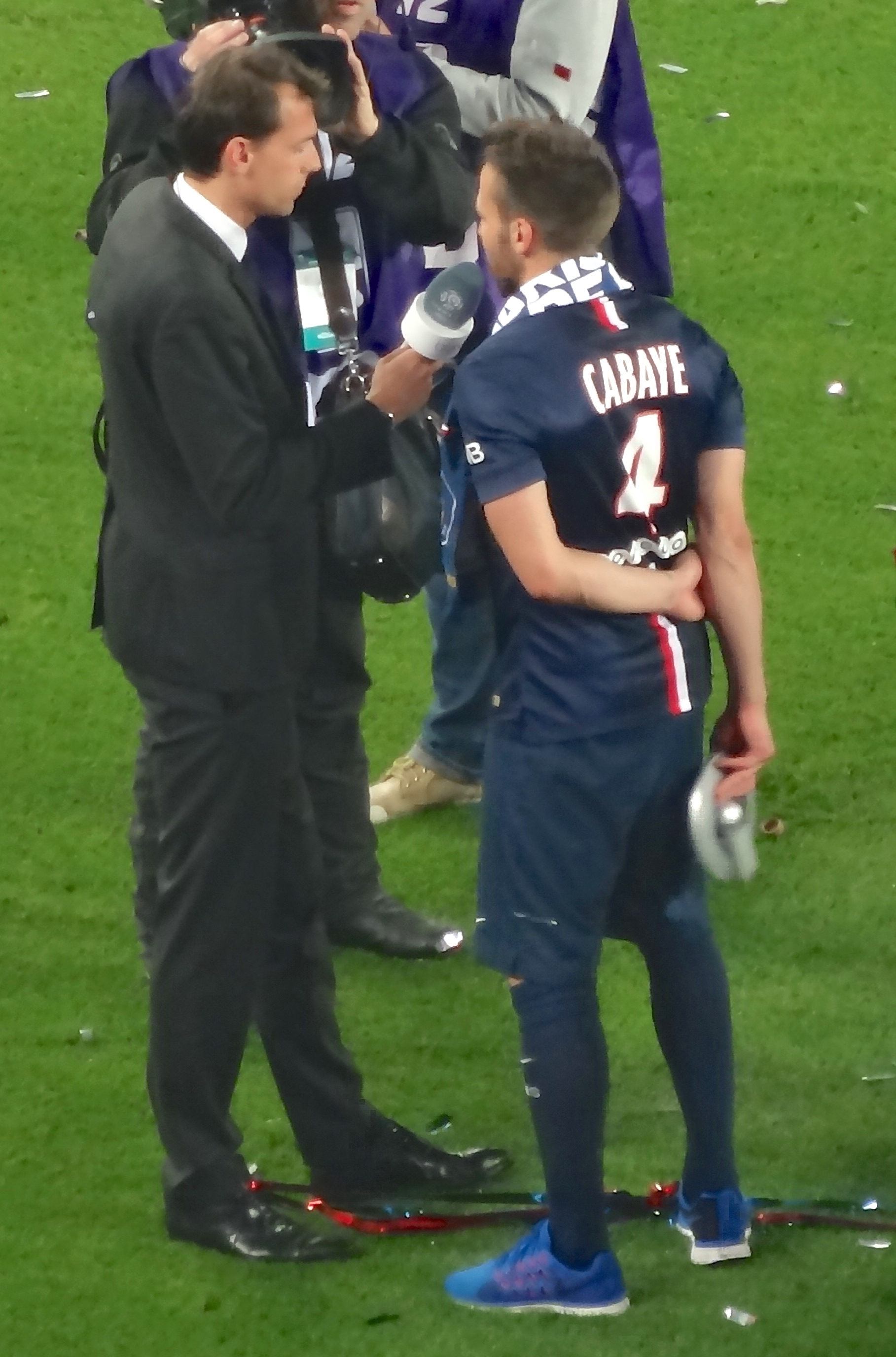
Dernière apparition de Cabaye avec le maillot du PSG, champion de France 2015.

Le 29 janvier 2014, il s'engage avec le Paris Saint-Germain pour une durée de trois ans et demi et portera le numéro 4. Le montant du transfert s'élève de 23 à 25 millions d'euros (bonus inclus) selon les différentes sources,.
Il joue son premier match quelques jours plus tard, le 31 janvier 2014 : il entre en seconde mi-temps face aux Girondins de Bordeaux lors de la 23e journée de Ligue 1.
Le 18 février 2014, il marque son premier but avec sa nouvelle équipe et par la même occasion en Ligue des champions lors du huitième de finale aller opposant le Paris Saint-Germain au Bayer Leverkusen.
Le 19 avril 2014, il participe à la victoire du PSG (1-2) en entrant à la 74e minute lors de la finale de la Coupe de la Ligue face à l'Olympique lyonnais au Stade de France. Il remporte son premier trophée sous les couleurs parisiennes.
Après avoir fait part de son malaise dû à son manque de temps de jeu dans la presse, il marque son deuxième but sous les couleurs parisiennes, son premier en Ligue 1, à la 28e minute de jeu pour une victoire (3-1) contre le RC Lens lors de la 10e journée de Ligue 1.
Son statut est discuté au sein du Paris SG, de telle façon qu'à la fin de l'exercice 2014-2015, un départ vers l'Angleterre est envisagé. En effet, ses performances aussi bien avec les bleus qu'au PSG sont décevantes, dues notamment à son manque de temps de jeu.

#### Crystal Palace

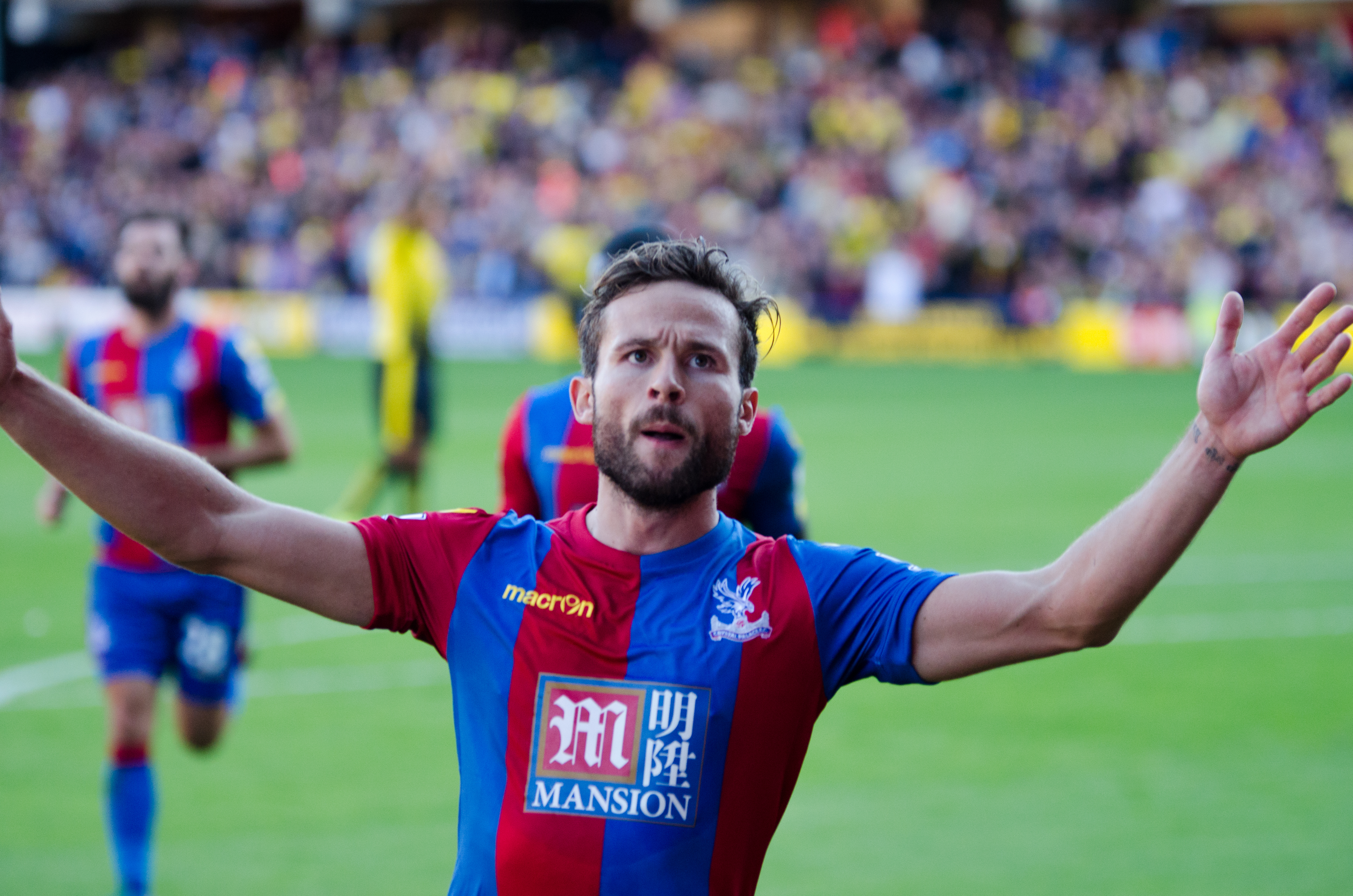
Cabaye avec Crystal Palace en 2015.

En manque de temps de jeu au Paris Saint-Germain, Cabaye décide de chercher un nouveau club dès juin 2015. Après des rumeurs l'envoyant à  West Ham ou encore à l'AS Rome, Yohan Cabaye signe finalement un contrat de trois ans en faveur de Crystal Palace le 10 juillet 2015. Ainsi, Cabaye retrouve Alan Pardew, son ancien entraîneur à Newcastle, qui espère le relancer.
Crystal Palace débourse 14 millions d'euros (plus quatre de bonus) pour le recruter, ce qui en fait le transfert le plus cher de ce club du sud de Londres, devant l'achat du milieu de terrain de Wigan James McArthur, arrivé en 2014 contre 10 millions d'euros.
Il réussit ses débuts avec son nouveau club puisqu'il marque son premier but sous ses nouvelles couleurs, dès la première journée de Premier League, le 8 août 2015 sur le terrain du promu, Norwich (1-3). Le 27 septembre 2015, Cabaye est de nouveau buteur lors d'un match de championnat face au Watford FC. Il donne la victoire à son équipe en étant l'unique buteur de la partie.
Le 2 janvier 2018, lors d'une rencontre de championnat contre le Southampton FC, Cabaye débute pour la première fois un match en tant que capitaine de Crystal Palace. Son équipe s'impose par deux buts à un ce jour-là.

#### Al Nasr Dubaï
Le 3 juillet 2018, il s'engage avec Al Nasr Dubaï pour deux ans. 
Il inscrit son premier but pour le club dès sa deuxième apparition, lors d'une rencontre de championnat face au Sharjah FC. Il ne peut toutefois éviter la défaite de son équipe ce jour-là (6-3 score final). Malgré son recrutement et celui d'Álvaro Negredo le début de saison de son équipe est délicat, avec quatre défaites d'entrée.
Le 13 janvier 2019, il est libéré de son contrat par Al Nasr Dubaï.

#### Retour en France à Saint-Étienne
Le 27 août 2019, Yohan Cabaye signe un contrat d’un an avec l'AS Saint-Étienne. Il y retrouve Mathieu Debuchy, puis Claude Puel, qui prend la suite de Ghislain Printant en octobre. Il joue son premier match avec les Verts le 1er septembre 2019 contre l'Olympique de Marseille. Il entre en jeu à la place de Sergi Palencia et son équipe s'incline (1-0). Le 8 janvier 2020, il marque son premier but pour les Verts lors d'un déplacement au Parc des Princes en coupe de la Ligue (défaite 6-1). Sans club depuis la fin de son expérience à Saint-Etienne, il raccroche les crampons en février 2021.

### Parcours en sélection
Après être passé par l'équipe de France des moins de 17 ans, Yohan Cabaye est sélectionné dans l'équipe des moins de 19 ans avec laquelle il remporte le Championnat d'Europe 2005. Yohan Cabaye participe à tous les matchs excepté le premier durant lequel il est suspendu.
Il est sélectionné seize fois et porte le brassard de capitaine en équipe de France espoirs.
Yohan Cabaye est retenu par le nouveau sélectionneur Laurent Blanc pour affronter la Norvège en match amical le 11 août 2010. Il entre à la 74e minute à la place de Yann M'Vila et honore de ce fait sa première sélection en A.
En 2012, il fait partie des joueurs sélectionnés par Blanc pour disputer l'Euro 2012. Lors de cette compétition, Cabaye marque son premier but en équipe de France durant le match face à l'Ukraine le 15 juin 2012 (0-2).
En 2013, il est un des artisans de la victoire spectaculaire de l'équipe de France contre l'équipe d'Ukraine (3-0) durant les matchs de barrage de qualification au mondial au Brésil. Non titularisé au match aller (défaite des bleus 2-0), il participe au match retour au stade de France où il livre une prestation spectaculaire dans un milieu à trois avec Paul Pogba et Blaise Matuidi.
Le 8 juin 2014, il marque son troisième but face à la Jamaïque sur une remise de la tête d'Olivier Giroud en match de préparation à la Coupe du monde au Brésil débutant quatre jours plus tard. Il est sélectionné pour la compétition mais les bleus sont éliminés face à l'Allemagne en quart de finale (0-1).

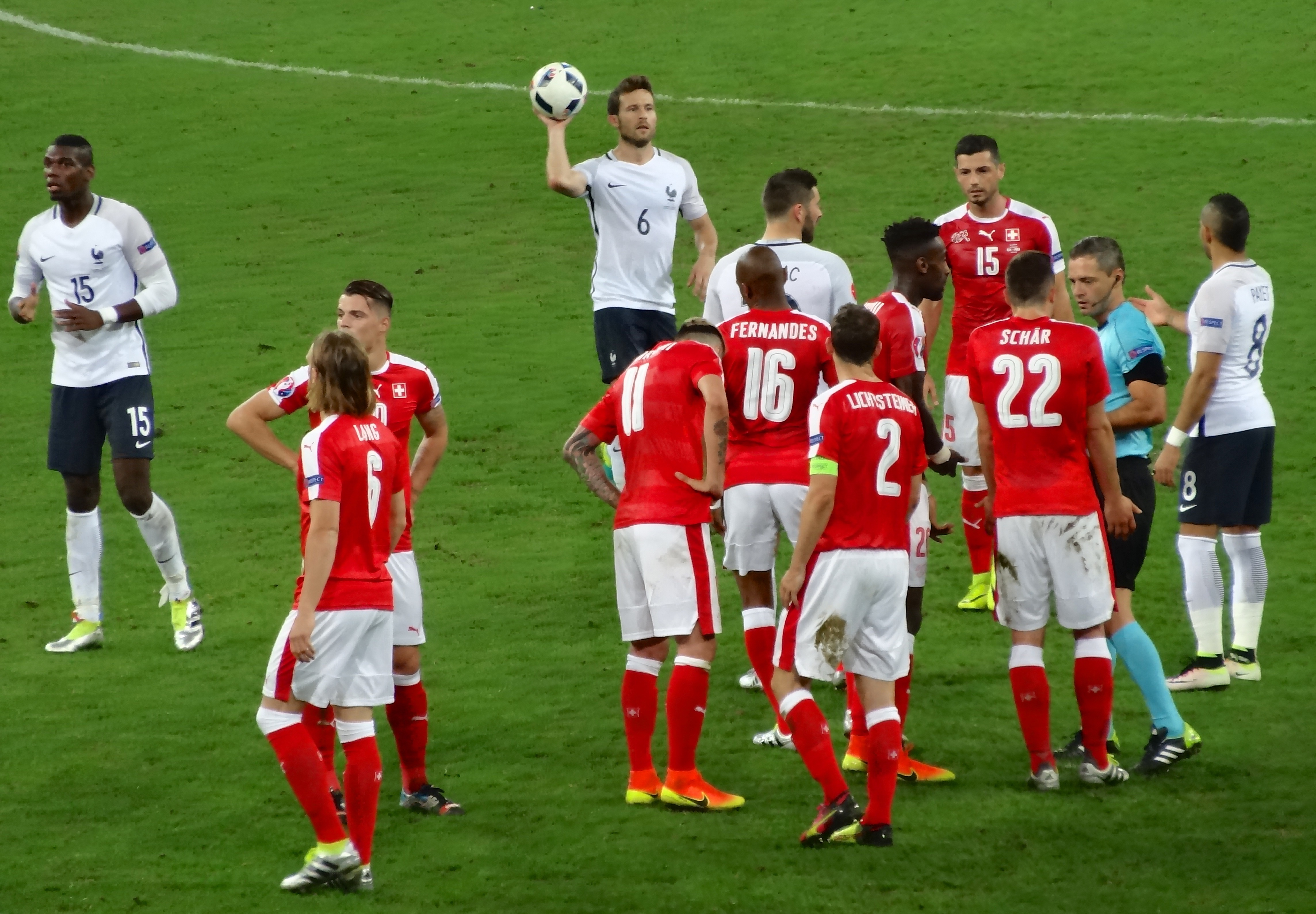
Cabaye (N°6), avec le ballon, lors de l'Euro 2016.

En octobre 2015, il marque son quatrième et dernier but en bleu, en enroulant une frappe du droit à la limite de la surface de réparation face à l'Arménie (4-0).
Il fait partie de la liste des 23 joueurs français de  l'Euro 2016. Remplaçant lors du tournoi, le milieu de Crystal Palace est titulaire à Lille face à la Suisse (0-0) pour la troisième journée de la phase de groupe.
Il entre aussi en jeu à la place de Griezmann lors de la demi-finale face à l'Allemagne à Marseille (victoire 2-0).
La France atteint ainsi la finale de la compétition mais s'incline lors de la prolongation contre le Portugal.
Titulaire chez les Bleus pendant quatre ans, jusqu'à l'Euro 2016, il n'entre plus dans les plans du sélectionneur Didier Deschamps à l'issue de cette compétition.

### Reconversion
En septembre 2021, il intègre la 12e promotion 2021-2023 du DU Manager Général du CDES de Limoges.

## Statistiques
| Saison                | Club                  | Championnat           | Championnat | Championnat | Championnat | Coupe nationale | Coupe nationale | Coupe nationale | Coupe de la Ligue | Coupe de la Ligue | Coupe de la Ligue | Compétition(s) continentale(s) | Compétition(s) continentale(s) | Compétition(s) continentale(s) | Compétition(s) continentale(s) | France | France | France | Total | Total | Total |
| Saison                | Club                  | Division              | M.          | B.          | P.d.        | M.              | B.              | P.d.            | M.                | B.                | P.d.              | Comp.                          | M.                             | B.                             | P.d.                           | M.     | B.     | P.d.   | M.    | B.    | P.d.  |
| 2004-2005             | LOSC Lille            | Ligue 1               | 6           | 0           | 0           | 2               | 0               | 0               | 2                 | 0                 | 0                 | C3                             | 4                              | 0                              | 0                              | -      | -      | -      | 14    | 0     | 0     |
| 2005-2006             | LOSC Lille            | Ligue 1               | 27          | 1           | 0           | 3               | 0               | 0               | 2                 | 0                 | 0                 | C1+C3                          | 2+2                            | 0                              | 0                              | -      | -      | -      | 36    | 1     | 0     |
| 2006-2007             | LOSC Lille            | Ligue 1               | 22          | 3           | 1           | 2               | 1               | 0               | 1                 | 0                 | 0                 | C1                             | 8                              | 0                              | 0                              | -      | -      | -      | 33    | 4     | 1     |
| 2007-2008             | LOSC Lille            | Ligue 1               | 36          | 7           | 4           | 2               | 0               | 0               | 1                 | 0                 | 0                 | -                              | -                              | -                              | -                              | -      | -      | -      | 39    | 7     | 4     |
| 2008-2009             | LOSC Lille            | Ligue 1               | 32          | 5           | 3           | 3               | 1               | 0               | -                 | -                 | -                 | -                              | -                              | -                              | -                              | -      | -      | -      | 35    | 6     | 3     |
| 2009-2010             | LOSC Lille            | Ligue 1               | 32          | 13          | 7           | 0               | 0               | 0               | 2                 | 0                 | 0                 | C3                             | 12                             | 2                              | 1                              | -      | -      | -      | 46    | 15    | 8     |
| 2010-2011             | LOSC Lille            | Ligue 1               | 36          | 2           | 7           | 5               | 0               | 0               | 1                 | 2                 | 0                 | C3                             | 8                              | 1                              | 1                              | 4      | 0      | 0      | 54    | 5     | 8     |
| Sous-total            | Sous-total            | Sous-total            | 191         | 31          | 22          | 17              | 2               | 0               | 9                 | 2                 | 0                 | -                              | 36                             | 3                              | 2                              | 4      | 0      | 0      | 257   | 38    | 24    |
| 2011-2012             | Newcastle United      | Premier League        | 34          | 4           | 6           | 4               | 1               | 0               | -                 | -                 | -                 | -                              | -                              | -                              | -                              | 12     | 1      | 0      | 50    | 6     | 6     |
| 2012-2013             | Newcastle United      | Premier League        | 26          | 6           | 2           | -               | -               | -               | -                 | -                 | -                 | C3                             | 9                              | 0                              | 0                              | 7      | 0      | 0      | 42    | 6     | 2     |
| 2013-2014             | Newcastle United      | Premier League        | 19          | 7           | 2           | -               | -               | -               | 1                 | 0                 | 0                 | -                              | -                              | -                              | -                              | 3      | 1      | 0      | 23    | 8     | 2     |
| Sous-total            | Sous-total            | Sous-total            | 79          | 17          | 10          | 4               | 1               | 0               | 1                 | 0                 | 0                 | -                              | 9                              | 0                              | 0                              | 22     | 2      | 0      | 115   | 20    | 10    |
| 2013-2014             | Paris Saint-Germain   | Ligue 1               | 15          | 0           | 1           | -               | -               | -               | 2                 | 0                 | 0                 | C1                             | 4                              | 1                              | 1                              | 8      | 1      | 0      | 29    | 2     | 2     |
| 2014-2015             | Paris Saint-Germain   | Ligue 1               | 24          | 1           | 1           | 4               | 1               | 0               | 3                 | 0                 | 0                 | C1                             | 5                              | 0                              | 0                              | 5      | 0      | 0      | 41    | 2     | 1     |
| Sous-total            | Sous-total            | Sous-total            | 39          | 1           | 2           | 4               | 1               | 0               | 5                 | 0                 | 0                 | -                              | 9                              | 1                              | 1                              | 13     | 1      | 0      | 70    | 4     | 3     |
| 2015-2016             | Crystal Palace        | Premier League        | 33          | 5           | 1           | 6               | 1               | 0               | 1                 | 0                 | 0                 | -                              | -                              | -                              | -                              | 9      | 1      | 0      | 49    | 7     | 1     |
| 2016-2017             | Crystal Palace        | Premier League        | 32          | 4           | 3           | 1               | 0               | 0               | 2                 | 0                 | 0                 | -                              | -                              | -                              | -                              | -      | -      | -      | 35    | 4     | 3     |
| 2017-2018             | Crystal Palace        | Premier League        | 31          | 0           | 1           | 1               | 0               | 0               | 2                 | 0                 | 0                 | -                              | -                              | -                              | -                              | -      | -      | -      | 34    | 0     | 1     |
| Sous-total            | Sous-total            | Sous-total            | 96          | 9           | 5           | 8               | 1               | 0               | 5                 | 0                 | 0                 | -                              | -                              | -                              | -                              | 9      | 1      | 0      | 118   | 11    | 5     |
| 2018-2019             | Al Nasr Dubai         | Arab Gulf League      | 13          | 1           | 2           | 5               | 1               | 0               | -                 | -                 | -                 | -                              | -                              | -                              | -                              | -      | -      | -      | 18    | 2     | 2     |
| Sous-total            | Sous-total            | Sous-total            | 13          | 1           | 2           | 5               | 1               | 0               | -                 | -                 | -                 | -                              | -                              | -                              | -                              | -      | -      | -      | 18    | 2     | 2     |
| 2019-2020             | AS Saint-Étienne      | Ligue 1               | 15          | 0           | 1           | 4               | 0               | 0               | 1                 | 1                 | 0                 | C3                             | 1                              | 0                              | 0                              | -      | -      | -      | 21    | 1     | 1     |
| Sous-total            | Sous-total            | Sous-total            | 15          | 0           | 1           | 4               | 0               | 0               | 1                 | 1                 | 0                 | -                              | 1                              | 0                              | 0                              | -      | -      | -      | 21    | 1     | 1     |
| Total sur la carrière | Total sur la carrière | Total sur la carrière | 433         | 59          | 42          | 41              | 7               | 0               | 19                | 3                 | 0                 | -                              | 55                             | 4                              | 3                              | 48     | 4      | 0      | 596   | 77    | 45    |

### Buts inscrits en équipe de France
| no | Date            | Lieu                                           | Adversaire | Évolution | Score final | Compétition  |
| -- | --------------- | ---------------------------------------------- | ---------- | --------- | ----------- | ------------ |
| 1  | 15 juin 2012    | Donbass Arena, Donetsk, Ukraine                | Ukraine    | 0-2       | 0-2         | Euro 2012    |
| 2  | 11 octobre 2013 | Parc des Princes, Paris, France                | Australie  | 4-0       | 6-0         | Match amical |
| 3  | 8 juin 2014     | Stade Pierre-Mauroy, Villeneuve-d'Ascq, France | Jamaïque   | 1-0       | 8-0         | Match amical |
| 4  | 8 octobre 2015  | Allianz Riviera, Nice, France                  | Arménie    | 2-0       | 4-0         | Match amical |

## Palmarès

### En club
- Champion de France en 2011 avec le Lille OSC, en 2014 et en 2015 avec le Paris Saint-Germain
- Vainqueur de la Coupe de France en 2011 avec le Lille OSC, en 2015 avec le Paris Saint-Germain
- Vainqueur de la Coupe de la Ligue en 2014 et en 2015 avec le Paris Saint-Germain
- Finaliste de la Coupe d'Angleterre en 2016 avec Crystal Palace
- Vainqueur de la Coupe Intertoto en 2004 avec le Lille OSC

### En équipe de France
- Champion d'Europe des moins de 19 ans en 2005 avec les moins de 19 ans
- Vainqueur du Tournoi de Toulon en 2006 avec les Espoirs
- Finaliste du Championnat d'Europe des Nations en 2016

## Vie personnelle
Par sa grand-mère paternelle, Yohan Cabaye a des origines vietnamiennes. Il a exprimé à plusieurs reprises sa fierté par rapport à cette ascendance et sa volonté de visiter le Viêt Nam afin de mieux connaître la culture de ce pays,.
Yohan Cabaye est père de trois filles ; la première, Myla, est née le 24 décembre 2009. Cabaye épouse la mère, Fiona, peu de temps après, le 19 juin 2010. Le 1er septembre 2013, le couple donne naissance à une fille qu’ils prénomment Charlize.
Le 27 mai 2015, une troisième fille, Romy vient agrandir la famille.
En 2016, il se sépare de Fiona, sa femme.
Les médias découvrent sa nouvelle compagne prénommée Laetitia pendant l'Euro 2016 en France. Yohan et Laetitia ont deux enfants : une fille prénommée Linoï née le 26 juillet 2016 et un garçon prénommé Maïan né 26 décembre 2017.
À l'occasion d'un entretien au JDD, il affirme être un catholique fervent et réussir à combiner sa profession et sa foi, en allant à la messe dès qu'il le peut. Il souhaite que sa pratique personnelle ne s'impose pas aux autres et aime la discrétion à ce sujet.
Son meilleur ami est son coéquipier en club et en sélection nationale Mathieu Debuchy,.
Lors de la campagne pour l'élection présidentielle de 2017, il participe à un meeting de soutien au candidat En marche ! Emmanuel Macron, le 17 avril à Bercy.
Depuis le 8 octobre 2017, il donne son nom au city-stade de la ville de Dechy, dans le Nord-Pas-de-Calais.